# Gerhard von Haren, der Ältere
Gerhard von Haren, der Ältere (* um 1375; † vor 1422) war Schöffe und Bürgermeister der Reichsstadt Aachen.

## Leben und Wirken
Der Sohn der Eheleute Adam van Haren, Ritter und Herr auf Voerendaal, und der Mechtildis von Cortenbach stammte von der Linie Haren-Voerendaal des alten Patriziergeschlechts Van Haren aus der ehemaligen Herrschaft Valkenburg ab. Er war der erste der Familie, der Ende des 14. Jahrhunderts in die Freie Reichsstadt Aachen verzogen war, wo er Stammvater des dortigen neuen und angesehenen Familienzweiges wurde.
Gerhard von Haren war ursprünglich daran interessiert gewesen, das Amt des Jülicher Vogts oder Meiers in Aachen zu übernehmen, was ihm auch von Rainald von Jülich versprochen worden war, wozu es jedoch letztendlich nicht kam. Stattdessen wurde von Haren 1411 zum Bürgermeister von Aachen gewählt, ohne dabei selbst dem Schöffenkollegium anzugehören.
Van Haren brachte es zu bedeutenden Wohlstand und erwarb unter anderem 1409 von Dietrich von Gülpen das Gut Hanbruch und um 1413 den heute noch existenten und unter Denkmalschutz stehenden Meierhof Gut Baenlä sowie einige Stadtwohnungen. Durch seine Heirat mit Mette (Mechtildis) Holzappel zu Täsch kam er außerdem in den Besitz von Gut Kalkofen und des Hauses Lewenberg, einem in jener Zeit auf der Büchelstraße Nr. 1137 gelegenen alten Stadtpalais. Aus dieser Ehe entstanden zwei Söhne: Gerhard der Jüngere († 1458) und Adam von Haren, der Ältere († 1454), die beide später dem Schöffenkollegium angehörten und ebenfalls zeitweilig das Amt des Bürgermeisters innehatten.